# Comté de Pike (Kentucky)
Pour les articles homonymes, voir Comté de Pike.
Le comté de Pike est un comté des États-Unis situé tout à l'est de l'État du Kentucky. Son siège est Pikeville.

## Histoire
Fondé en 1821, le comté a été nommé d'après l'explorateur Zebulon Pike (1779-1813).